# Jan Krenz
Jan Krenz (14. července 1926 Włocławek – 15. září 2020 Warszawa) byl polský hudební skladatel a dirigent.

## Život
Klavír studoval nejprve u Stanislawy Raubeové ve Varšavě. Za německé okupace pokračoval ve studiu hry na klavír u Zbigniewa Drzewieckého, dále studoval skladbu u Kazimierza Sikorského a dirigování u Kazimierza Wilkomirského. V roce 1943 byl na konspirativním koncertě proveden jeho Smyčcový kvartet. Studia dokončil v roce 1947.
Jako dirigent debutoval v roce 1946 v Lodži, kde představil mimo jiné i svou Toccatu pro klavír a smyčcový orchestr. V letech 1947–1949 byl druhým dirigentem Státní filharmonie v Poznani a zároveň v poznaňské opeře nastudoval operu Únos ze serailu Wolfganga Amadea Mozarta. Od roku 1950 pravidelně vystupoval v zahraničí. V letech 1949–1951 byl asistentem Grzegorze Fitelberga, ředitele rozhlasového orchestru v Katovicích. Po Fitelbergově smrti v roce 1953 jej ve funkci šéfdirigenta vystřídal. S orchestrem absolvoval řadu úspěšných zahraničních zájezdů, včetně historicky nejdelšího turné polského orchestru po Sovětském svazu, v Mongolsku, Číně, Japonsku, Novém Zélandu a Austrálii, kde absolvoval celkem 55 koncertů.
1953 zemřel Fitelberg
V roce 1967 se stal prvním dirigentem a v roce 1968 také uměleckým ředitelem Velkého divadla ve Varšavě. V letech 1968–1973 pak vedl dánský rozhlasový orchestr v Kodani a spolupracoval s holandskou rozhlasovou stanicí Hilversum (1983-1985), stejně jako s orchestrem Yomiuri Nippon Symphony Orchestra v Tokiu. V letech 1979–1982 byl také generálním hudebním ředitelem v Bonnu. S orchestrem Beethovenhalle prováděl i operní představení. Jako host řídil většinu světových symfonických orchestrů (Berlínská filharmonie, Staatskapelle Dresden, Leningradská filharmonie, Tonhalle v Curychu, Orchestr della Scala v Miláně, Royal Concertgebouw v Amsterdamu, Česká filharmonie a další orchestry v Londýně a ve Spojených státech). Pravidelně se účastní Mezinárodního festivalu soudobé hudby Varšavský podzim a festivalů v Edinburghu, Bergenu, Praze, Montreux, Osace a ve Vídni.
Krenz nahrává, mimo jiné, pro firmy Philips, Supraphon, Olympia Lyssna zejména hudbu polských skladatelů, ale i další díla klasické a romantické hudby. Nevyhýbá se ani současným skladatelům. Za své nahrávky získal řadu mezinárodních ocenění.

## Ocenění
- Zlatý kříž za zásluhy (1952)
- Státní cena 2. stupně (1955)
- Hudební cena města Katovice (1957)
- Cena ministra kultury a umění 3. stupně (1963)
- Cena Svazu polských skladatelů (1968)
- Státní cena 1. stupně (1971)
- Řád práce 2. třídy (1971)
- Zlatá medaile Za zásluhy o Varšavu (1972)
- Státní cena 1. stupně (1972)
- Cena Rady rozhlasu a televize (1979)
- Diamentowa Batuta – čestná cena k výročí 70. let polského rozhlasu (1995)
- Cena ministra kultury a umění za rok 1998 (1999)
- Medaile za zásluhy Gloria Artis (2005)
- Řád Ecce Homo (2009)
- Koryfej polské hudby za celoživotní dílo (2011)
- Cena Zlatého Orfea za práci pro festival Varšavský podzim (dvakrát)

## Nejdůležitější skladby
- 1. smyčcový kvartet (1943)
- Triptych pro zpěv a klavír (1946)
- Symfonie č. 1 (1947–1949)
- Klasická serenáda pro malý orchestr (1950)
- Dvě písně (smutná a veselá) pro sbor a cappella (1950)
- Kvartet pro flétnu, hoboj, klarinet a fagot (1950)
- Symfonický tanec pro orchestr (1951)
- Venkovská serenáda pro malý orchestr (1951)
- Rapsodie pro smyčcový orchestr, xylofon, tam-tam, kotle a čelestu (1952)
- Concertino pro klavír a malý orchestr (1952)
- Musica per clarinetto solo (1958)
- Capriccio pro 24 nástrojů (1961–1962)
- Messa breve per coro e campane (1982)
- Masky – symfonický triptych (1982–1985)
- Musica da camera per quartetto d’archi (Smyčcový kvartet č. 3, 1983)
- Sonatina per due violini soli (1986)
- Epitafion pro orchestr (1989–1990)
- Symfonie č. 2 (quasi una fantasia) (1989–1992)
- Sinfonietta per fiati (1994–1995)
- Impromptu pro violoncello (1997)
- Tristan in memoriam. Postludium per quartetto d’archi (1997)
- Aria a Perpetuum Mobile pro orchestr (2004)
- Předehra pro symfonický orchestr (2005)
- Requiem pro baryton sólo, smíšený sbor a orchestr (2007)